# 達特河

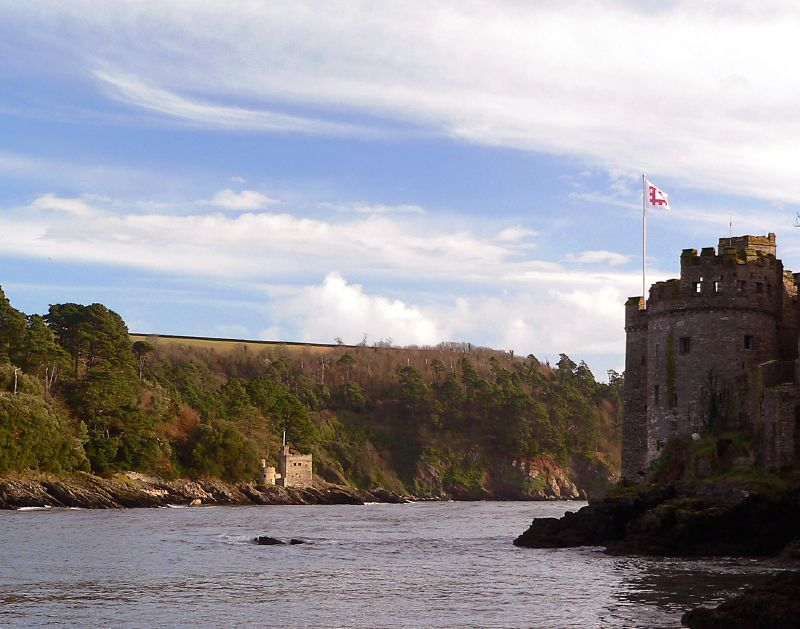
達特茅斯

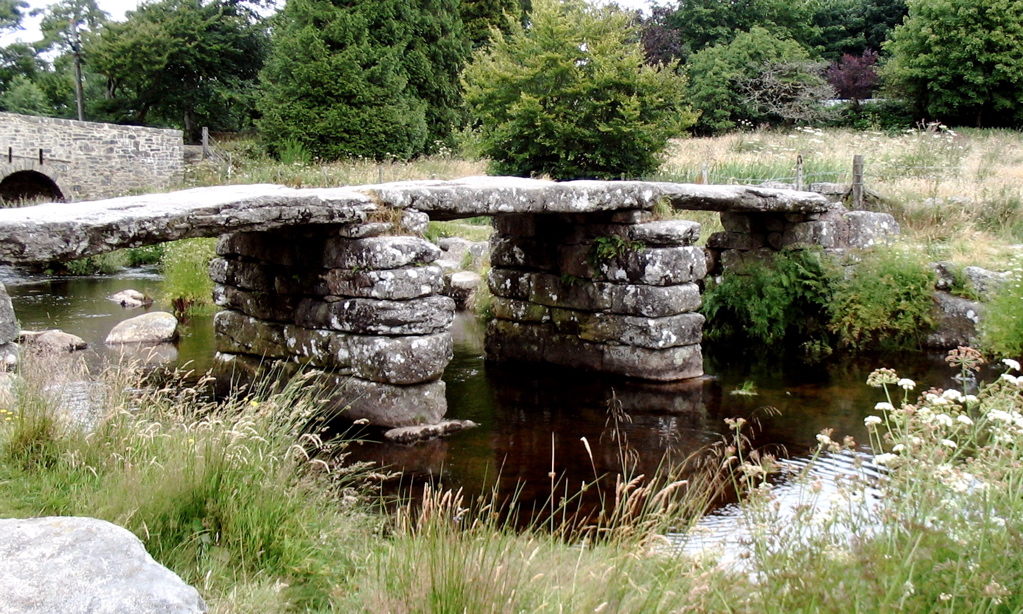
建於13世紀的克拉珀橋

達特河（英語：River Dart），是英國德文郡的一條河流，由達特穆爾流至達特茅斯，沿途流經山谷和田野，自然的景致令人目不暇給。河流的名稱來自凱爾特語，意思為「有橡樹生長的河流」。達特河的上游分別為東達特河和西達特河，兩者在達特米特匯合，最後流入英倫海峽。沿河建有多座克拉珀橋，當中最為知名的是位於達特穆爾已有數百年歷史的古橋。名為「Upper Dart」和「The Loop」的兩段河道都是獨木舟激流的熱門勝地。

## 圖片集

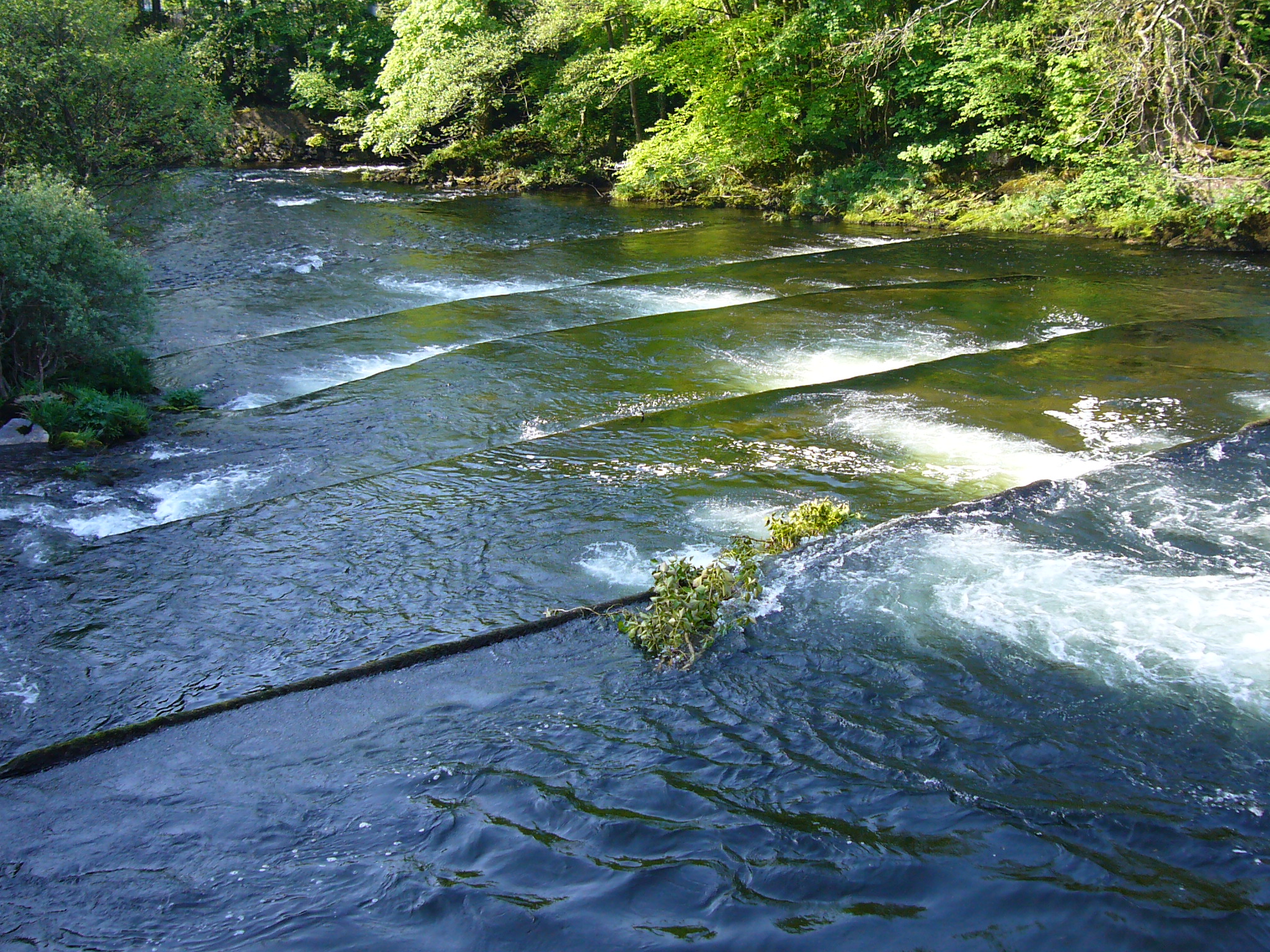
達特河的魚道
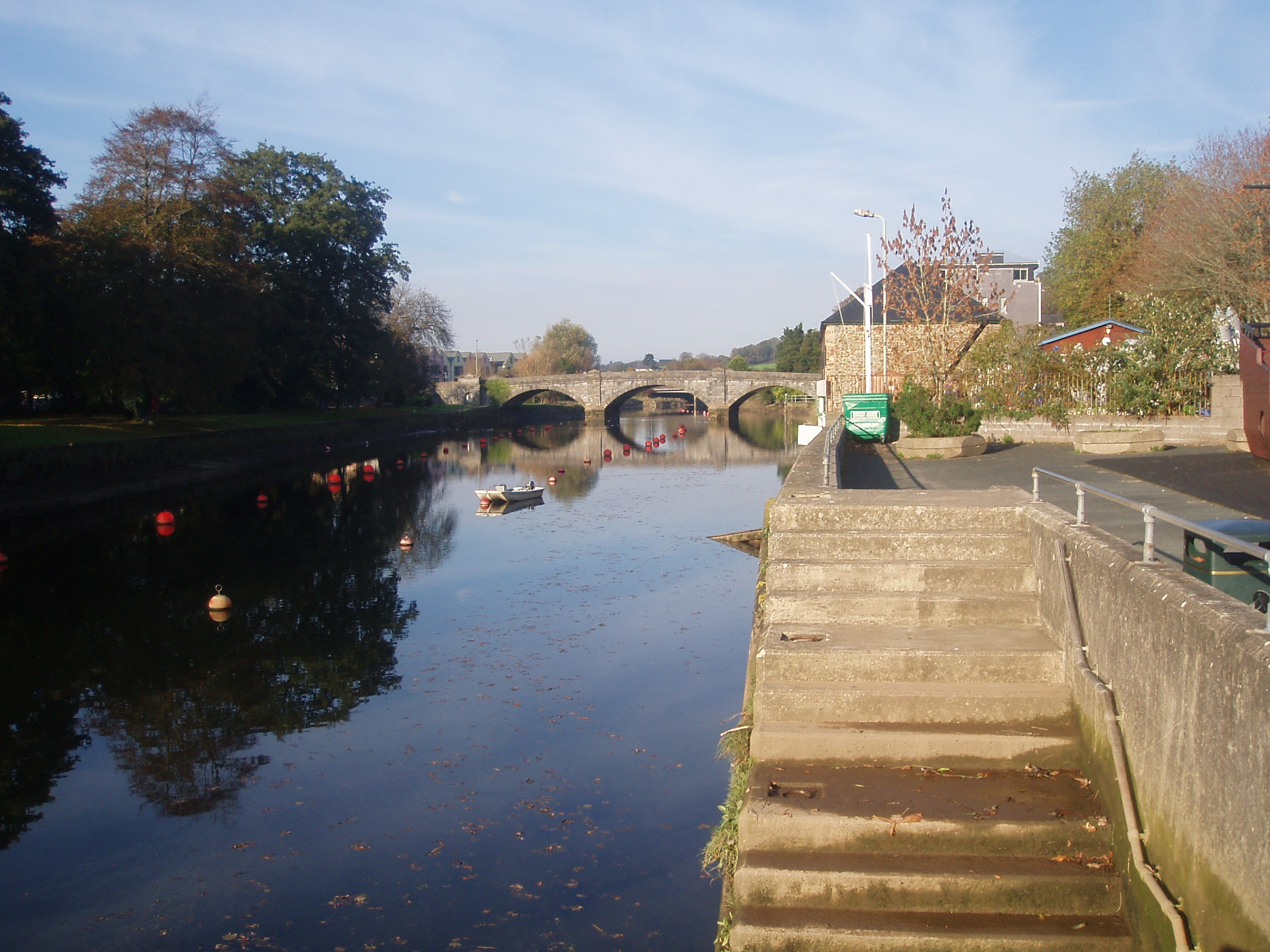
背景為托特尼斯橋
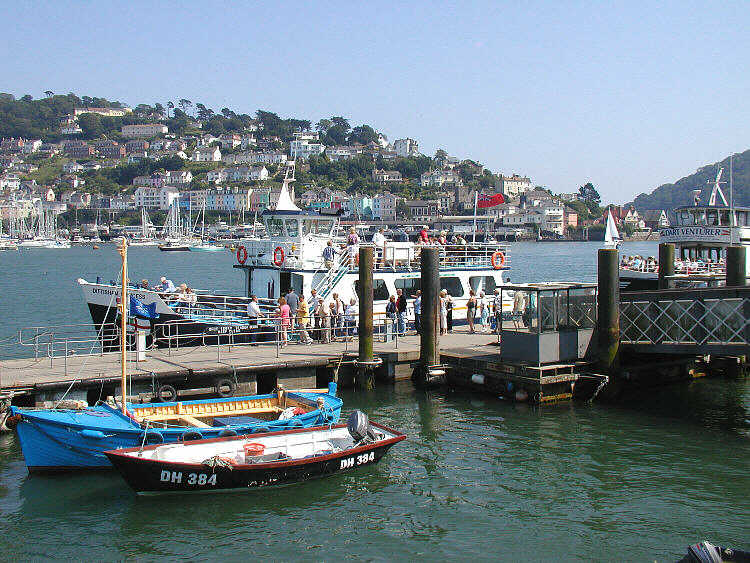
達特茅斯的觀光船
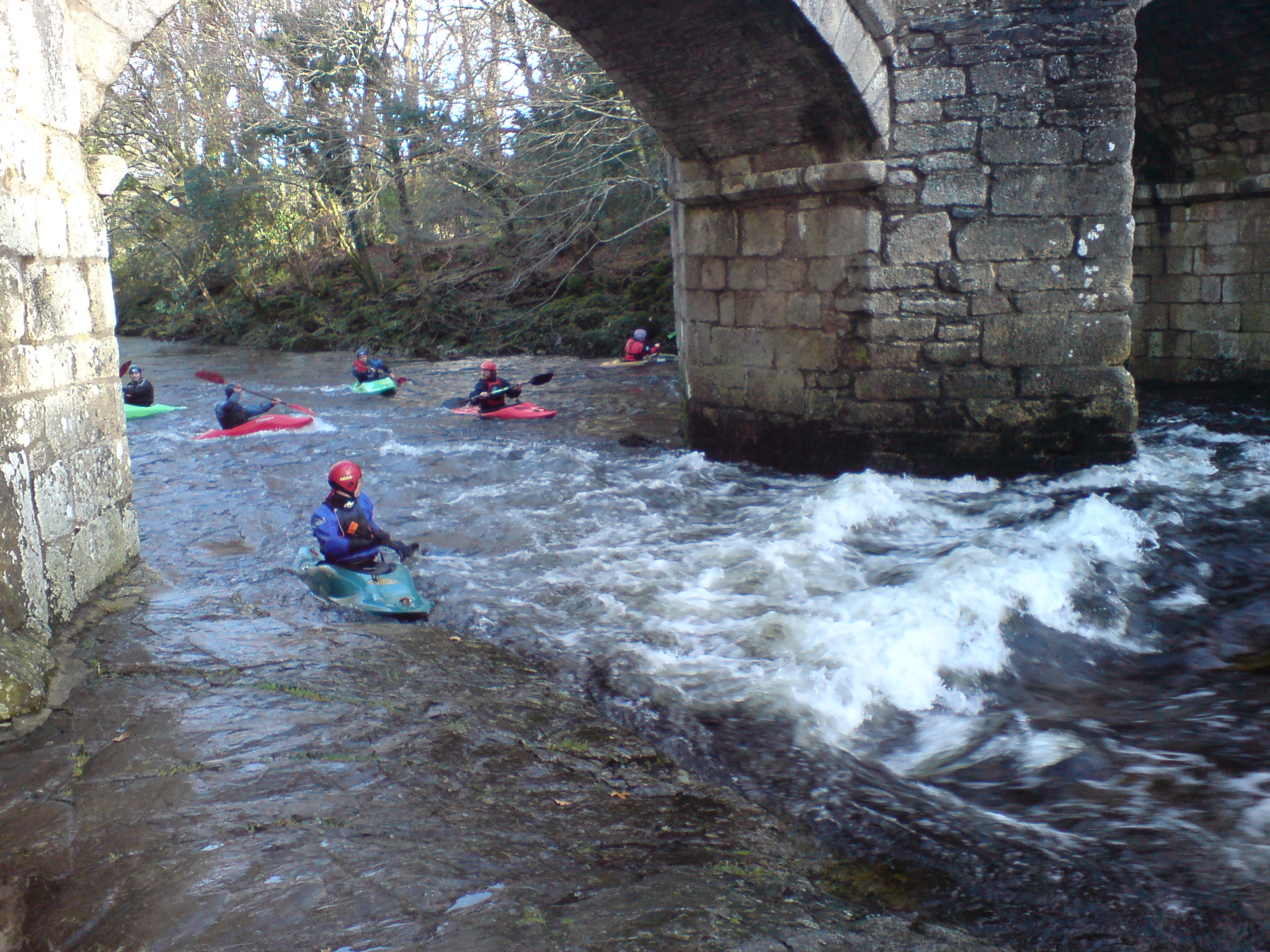
獨木舟激流

## 外部連結
- Devon Wildlife Trust's Dart Catchment Project （页面存档备份，存于）